# John Williams (skådespelare)
John Williams, född 15 april 1903, död 5 maj 1983, var en brittisk skådespelare. Han blev känd bland annat för sin roll som kommissarie Hubbard i Alfred Hitchcocks Slå nollan till polisen.

## Filmografi
- 1947 – En kvinnas hemlighet
- 1951 – Ensam dam får besök
- 1954 – Sabrina
- 1954 – Slå nollan till polisen
- 1955 – Ta fast tjuven!
- 1956 – Huv'et på skaft
- 1957 – Åklagarens vittne
- 1957 – Åh, en så'n karl!
- 1957 – Ön i solen
- 1959 – De samvetslösa
- 1960 – Alla tiders kille
- 1960 – En röst i dimman
- 1967 – Double Trouble
- 1968 – Leva loppan
- 1976 – Bland bovar och banditer
- 1978 – Katastrofplats Houston
- 1978 – Det vilda loppet

## Teater

### Roller
| År   | Roll            | Produktion                                          | Regi              | Teater                                     |
| ---- | --------------- | --------------------------------------------------- | ----------------- | ------------------------------------------ |
| 1925 | Lucien          | A Kiss in a Taxi Maurice Hennequin och Pierre Veber | Bertram Harrison  | Ritz Theatre, New York, USA                |
| 1926 | Charles Murdock | The Ghost Train Arnold Ridley                       | Norman Houston    | Eltinge 42nd Street Theatre, New York, USA |
| 1955 | Belmann         | The Dark Is Light Enough Christopher Fry            | Guthrie McClintic | ANTA Playhouse, New York, USA              |